# Гаафу-Алиф
Атолл Гаафу-Алиф (мальд. ހުވަދުއަތޮޅު އުތުރުބުރި), или  атолл Северный Хувадху, — административная единица Мальдивских островов. Ему соответствует северо-восточная часть природного атолла Хувадху. Административный центр атолла Гаафу-Дхаалу располагается на острове Виллингили.
Независимым путешественникам чтобы покинуть туристические зоны и посетить острова с постоянным местным населением, требуется специальное разрешение.

## Административное деление
Хаа Алифу, Хаа Даалу, Шавийани, Ноону, Раа, Баа, Каафу, и т. д. являются буквенными обозначениями, присвоенными современным административным единицам Мальдивских островов. Они не являются собственными названиями атоллов, которые входят в состав этих административных единиц. Некоторые атоллы разделены между двумя административными единицами, в другие административные единицы входят два или более атоллов. Порядок буквенных обозначений идет с севера на юг по буквам алфавита тана, который используется в языке дивехи. Эти обозначения неточны с географической и культурной точки зрения, однако популярны среди туристов и иностранцев, прибывающих на Мальдивы. Они находят их более простыми и запоминающимися по сравнению с настоящими названиями атоллов на языке дивехи (кроме пары исключений, как, например, атолл Ари).

## Обитаемые острова
В состав атолла Гаафу-Алиф входят 11 островов, имеющих постоянное местное население: Дхаандхоо, Дхеввадхоо, Дхийадхоо, Геманафуши, Хадахаа, Кандухулхудхоо, Коламаафуши, Кондей, Маамендхоо, Ниландхоо и Виллингили.

## История
Исторически атолл Хуваду являлся самоуправляющейся территорией. Он также обладал исключительной привилегией поднимать свой собственный флаг на своих судах и над резиденцией главы атолла.
В январе 1959 года 3 южных атолла: Хувадху, Фувахмулах и Адду, были вовлечены в создание сепаратистской Объединённой республики Сувадиве, просуществовавшей до сентября 1963 года. Название этого образования было взято от древнего наименования атолла Хувадху — Сувадиве. 